# Ola Rudnicka
Ola Rudnicka, all'anagrafe Aleksandra Rudnicka (Varsavia, 10 ottobre 1994), è una supermodella polacca.
Vive e lavora a Parigi, in Francia ed è famosa per essere una delle muse di Chanel.

## Carriera

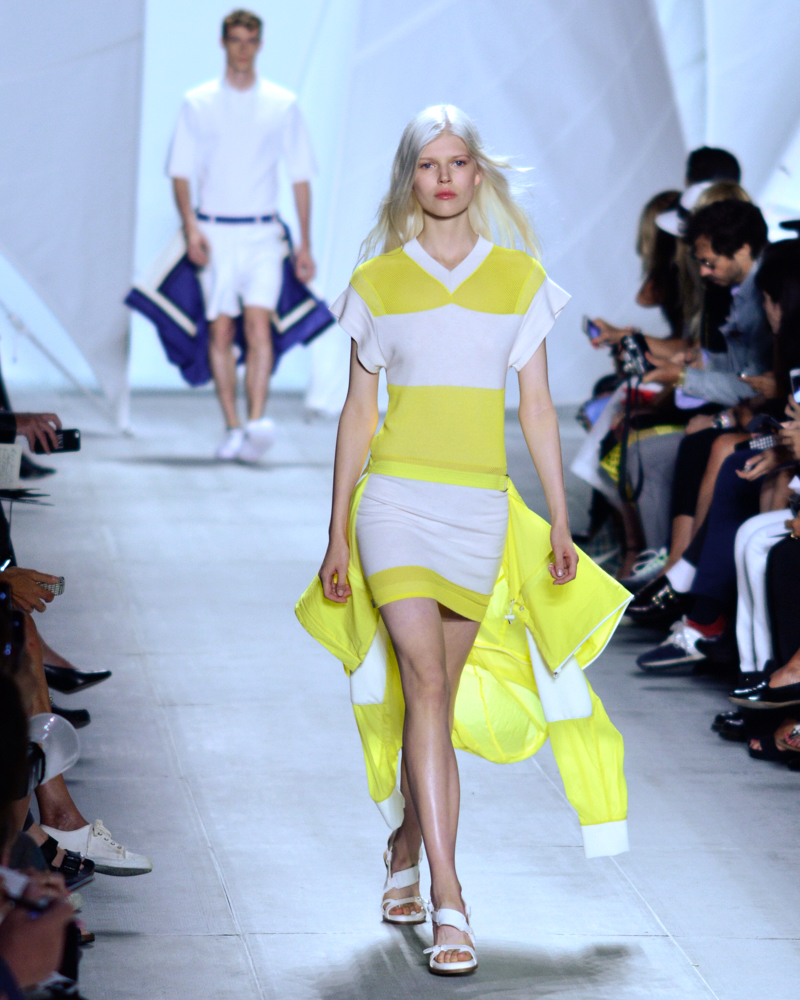
Rudnicka sfila per Lacoste nel 2020

Rudnicka è stata scoperta all’età di 15 anni in un negozio di Zara a Varsavia, ha iniziato la sua carriera dopo essersi trasferita a Parigi. Rudnicka ha debuttato nel 2014 con Prada; dopo la sfilata è entrata nella "Top 50" della models.com. Nel 2014 è apparsa sulla copertina di Vogue omaggiando una foto del 1948 di Cecil Beaton. Vogue Poland e Vogue France hanno riferito che lei ha partecipato ha tutte le sfilate di Chanel dal 2014. Lei è il volto della pre-collezione del 2022. Diretta da Sofia e Roman Coppola, è apparsa nel corto dedicato alla memoria di Karl Lagerfeld, insieme ad altre modelle come Gigi Hadid, Rebecca Leigh Longendyke, Anna Ewers, Vittoria Ceretti e Mona Tougaard.